# Санта-Филомена (Пернамбуку)
Санта-Филомена (порт. Santa Filomena) — муниципалитет в Бразилии, входит в штат Пернамбуку. Составная часть мезорегиона Сертан штата Пернамбуку. Входит в экономико-статистический микрорегион Арарипина. Население составляет 13 759 человек на 2007 год. Занимает площадь 1005,06 км². Плотность населения — 13,7 чел./км².
Праздник города — 29 сентября.

## История
Город основан в 1936 году.

## Статистика
- Валовой внутренний продукт на 2005 год составляет 38 112 000 реалов (данные: Бразильский институт географии и статистики).
- Валовой внутренний продукт на душу населения на 2005 год составляет 6058 реалов (данные: Бразильский институт географии и статистики).
- Индекс развития человеческого потенциала на 2000 год составляет 0,582 (данные: Программа развития ООН).

## География
В соответствии с классификацией Кёппена, климат относится к категории BShW.